# Brazzas markatta
Brazzas markatta (Cercopithecus neglectus) är en primat i släktet markattor som förekommer i centrala Afrika. Den är uppkallad efter den franska upptäcktsresande Pierre Brazza.

## Kännetecken
Pälsen grundfärg är olivgrå med svarta extremiteter och svart svans. Påfallande är ansiktets mönster. Över ögonen finns en bredare orange strimma, dessutom har arten vitt skägg under och ovanpå läpparna. Angående storleken finns en typisk könsdimorfism som är tydligare än hos andra markattor. Medan honor bara når en vikt upp till 4 kg blir hannar upp till 7 kg tunga. Kroppslängden (utom svans) är 40 till 47 cm för honor respektive 45 till 63 cm för hannar. Svansen är något längre än övriga kroppen.

## Utbredning och habitat
Brazzas markatta lever i centrala Afrika från Kamerun i nordväst samt från Etiopien i nordöst till Kongo-Kinshasa och norra Angola i syd. Habitatet utgörs av våta skogar och arten vistas ofta nära vattenansamlingar. De föredrar till exempel träskmarker och områden som översvämmas under regntiden.

## Levnadssätt
Individerna är aktiva på dagen. De klättrar i träd, vistas på marken och har utmärkt simförmåga. De bildar små flockar med fyra till tio medlemmar (i sällsynta fall upp till 35 individer) som består av en hanne, några honor och deras ungar. För kommunikationen har Brazzas markatta olika läten samt ett utvecklat kroppsspråk.
Födan utgörs främst av frukter, dessutom äter arten andra växtdelar som blommor och blad samt animaliska ämnen som insekter och maskar.
Dräktigheten varar 5 till 6 månader och sedan föder honan vanligen ett enda ungdjur. Ungdjuret dias ungefär ett år och efter 5 till 6 år är ungen könsmogen. Vuxna hannar måste lämna sin flock och honor får oftast stanna i gruppen. Livslängden i naturen uppskattas med 20 år, individer i fångenskap blev upp till 30 år gamla.

## Hot
Arten jagas när den besöker människans odlingar och i viss mån även för köttets skull. Dessutom hotas Brazzas markatta av skogsavverkningar. På grund av det jämförelsevis stora utbredningsområde listas arten av IUCN som livskraftig (least concern).